# Морансенго
Морансенго, Морансенґо (італ. Moransengo, п'єм. Moransengh) — муніципалітет в Італії, у регіоні П'ємонт,  провінція Асті.
Морансенго розташоване на відстані близько 510 км на північний захід від Рима, 27 км на схід від Турина, 28 км на північний захід від Асті.
Населення — 192 особи (2014).

## Демографія
Населення за роками:

Станом на 31 грудня 2014 року в муніципалітеті офіційно проживало 9 іноземців з 3 країн, серед них 9 громадян країн Євросоюзу.

## Сусідні муніципалітети
- Броцоло
- Брузаско
- Каваньоло
- Кокконато
- Тоненго